# Claude Mouton
Claude Mouton (* 5. Januar 1955 in Soissons; † 9. Oktober 2021 in Brou-sur-Chantereine, Département Seine-et-Marne) war ein französischer Jazz- und Manouche-Musiker (Kontrabass).

## Leben und Wirken
Mouton arbeitete nach seinem Musikstudium bei Jean-François Jenny-Clark ab den 1980er-Jahren mit Musikern wie Jackie McLean, Mal Waldron, Michel Graillier und René Urtreger (Serena). Erste Aufnahmen entstanden 1984, als er im Orchester von Jean-Luc Vignaud spielte (Triptyque Orchestra). Des Weiteren hat er in den folgenden Jahren auch als Sideman bei mehreren Gypsy-Jazz-Alben mitgewirkt, etwa dem Album Tribute to Django von Raphaël Faÿs oder Volutes von Pierre Blanchard. Weitere Aufnahmen entstanden mit dem Christian Sauvage Quartet, Claude Neau, im Jazz à Cordes Quintet um Charles Wizen und Patrick Saussois sowie im Serge Forté Trio, außerdem mit Rodolphe Raffalli, Line Kruse, Susanna Bartilla, Kamlo Barré und Pascal Coulon. Im Bereich des Jazz war er laut Tom Lord zwischen 1984 und 2018 an zwölf Aufnahmesessions beteiligt, etwa bei Raphael Faÿs’ Album Paris Seville. Mouton starb im Oktober 2021 an den Folgen von COVID-19.

## Diskographische Hinweise
- Yorgui Loeffler, Steeve Laffont, Raphaël Fays: Django et Rien d'autre! (Live at Les Nuits Manouches) (Le Chant du Monde, 2010)
- Raphaël Faÿs: Paris Séville. Bois de guitare – Madera de Guitarra (Frémeaux & Associés, 2018)